# Wilhelmina Baumanowa
Wilhelmina Baumanowa (właśc. Wilhelmina z domu Baumann, zamężna Stanuchowska; ur. 28 listopada 1850 w Krakowie, zm. 10 listopada 1921 we Lwowie) – polska aktorka teatralna i śpiewaczka.

## Życiorys
Wilhelmina Stanuchowska, z domu Baumann, aktorka, śpiewaczka. Była córką Jana Baumanna, chemika i Emilii z domu Goltz, siostrą Emilii Terenkoczy, żoną Karola Stanuchowskiego, kuzynką Heleny Modrzejewskiej. Pod nazwiskiem panieńskim występowała w Krakowie, Poznaniu, Warszawie, Piotrkowie, Kaliszu, Lublinie i gościnnie w Płocku, Piotrkowie, Kaliszu, Łodzi oraz Kijowie. 7 września 1873 r. poślubiła aktora Karola Stanuchowskiego, ale na scenie występowała zawsze pod nazwiskiem panieńskim. Zakończyła ostatecznie karierę aktorską w lipcu 1921 r. w warszawskim teatrze „Miraż”.

## Przebieg pracy
- teatry krakowskie (1870-1874, 1881/1882)[1]
- teatry poznańskie (1874-1876)
- teatry warszawskie (1877-1885)
- teatr w Lublinie (1878-1883, 1885/1886)
- Warszawskie Teatry Rządowe (1886-1920)
  - Teatr Letni (1900-1917)
  - Teatr Rozmaitości (1912-1913)
  - Teatr Nowości (1913)
- Teatr Bagatela w Krakowie (1920)
- Teatr „Miraż” w Warszawie (1921)

## Najlepsze role (wybór)
- Kamila („Żołnierz królowej Madagaskaru”) – Warszawskie Teatry Rządowe: 20 VII 1886 r.[1]
- Ilka Etwos („Wojna podczas pokoju”) – WTR: 2 IX 1886 r.
- Doryna („Świętoszek”)
- Aza („Chata za wsią” J.K. Galasiewicza i Z. Mellerowej)
- operetka: Kasia („Małżeństwo przy latarniach”)
- Gubernatorowa („Taniec czynowników”)
- p. Claux („Dama od Maksyma” Georges Feydeau) – Teatr Letni, Warszawa: 6 XI 1900 r.
- margrabina de Charamande („Król” G. Caillavet, R. Flers, E. Arene) – Teatr Letni, Warszawa: 11 XII 1909 r.
- signora Banco del Rio de la... („Ulubieniec kobiet” M. Hennequin, G. Mitchel) – Teatr Letni, Warszawa: 4 XI 1911 r.
- Aurora („Pani Prezesowa”) – Teatr Letni, Warszawa: 11 III 1913 r.
- p. Dulska („Moralność pani Dulskiej”)